# Peggy Sue
〈Peggy Sue〉는 버디 홀리의 로큰롤 곡으로 1957년 7월 초에 싱글로 녹음하고 발매했다. 크리켓츠는 싱글 음반에 언급되지 않고, 밴드 멤버인 조 B. 몰딘(현 베이스)과 제리 앨리슨(드럼)이 녹음 작업을 했다. 이 녹음은 또한 홀리의 1958년 자칭 음반에도 발매되었다.

## 제작
이 노래는 원래 〈Cindy Lou(신디 루)〉라는 제목의 곡으로, 홀리의 조카딸, 팻 홀리 카이터의 딸인 홀리의 이름을 따서 붙여졌다. 나중에 이 커플이 일시적으로 헤어진 후, 이 제목은 크리켓츠의 드러머인 제리 앨리슨의 여자친구이자 미래의 아내인 페기 수 제론(Peggy Sue Gerron, 1940년~2018년)을 언급하면서 〈Peggy Sue〉로 바뀌었다.
그녀의 회고록인 《Whate Happened to Peggy Sue?》에서, 제론은 1957년 새크라멘토 기념 강당에서 열린 라이브 공연에서 이 노래를 처음 들었고, "너무 창피해서 죽을 뻔했다"고 말했다.
적절하게, 앨리슨은 노래 내내 드럼의 패러디들을 연주하며, 프로듀서인 노먼 페티의 실시간 공학적 기술의 결과로 드럼의 사운드가 리듬감 있게 희미해지며, 노래의 제작에서 두드러진 역할을 했다. 조 B. 몰딘(현 베이스)도 녹음 작업을 했다.
처음에는 앨리슨과 페티만 이 곡의 작곡가로 이름을 올렸다. 앨리슨의 주장으로 홀리는 죽은 후 공동 작곡가로 인정받았다.

## 반응
〈Peggy Sue〉는 1957년 빌보드 핫 100 차트에서 3위에 올랐다.
이 곡은 《롤링 스톤》의 2004년 "역사상 가장 위대한 노래 500곡" 목록에서 194위에 올랐고, 호평 받는 음악에서 역대 186번째로 위대한 곡이자 1957년 5번째로 가장 훌륭한 곡으로 선정되었다. 1999년, 내셔널 퍼블릭 라디오(NPR)는 이 노래를 "20세기의 가장 중요한 미국 음악 작품 100편" 목록인 NPR 100에 포함시켰다. 이 노래는 1999년에 그래미 명예의 전당에 헌액되었다. 로큰롤 명예의 전당과 박물관에서는 이 노래를 "로큰롤 모양을 한 노래" 목록에 포함시켰다.

## 커버 버전
이 노래는 존 레논, 뉴 라이더즈 오브 더 퍼플 세이지, 비치 보이스, 홀리스(홀리를 기리기 위해 이름 붙여진 이름), 그리고 홀리와 함께 작업한 웨일런 제닝스를 포함하여 여러 번 다뤄졌다.